# Dendrobium asperatum
Dendrobium asperatum är en orkidéart som beskrevs av Rudolf Schlechter. Dendrobium asperatum ingår i släktet Dendrobium, och familjen orkidéer. Inga underarter finns listade i Catalogue of Life.